# لونا 26
لونا 26 هي مهمة روسية مخططة لاستكشاف قطب القمر، أُعلن عن هذه المهمة في نوفمبر 2014، ومن المخطط إطلاق الرحلة في 2027، على متن صاروخ سايوز 2. وهو جزء من برنامج لونا-غلوب التابع لوكالة الفضاء الروسية روسكوسموس. بالإضافة إلى دوره العلمي، سيعمل مسبار لونا 26 أيضًا كحلقة وصل بين الأرض والمركبات الفضائية الروسية.